# Estação George V
George V é uma estação da linha 1 do Metrô de Paris, localizada no limite do quartier des Champs-Élysées e do quartier du Faubourg-du-Roule, no 8.º arrondissement de Paris.

## Localização
A estação se situa na Avenue des Champs-Élysées, na saída da Avenue George-V.

## História
A estação foi inaugurada em 13 de agosto de 1900 com seu primeiro nome Alma. Ele leva o seu nome atual, em 27 de maio de 1920 que vem da avenue George-V situada nas imediações, do nome do rei da Inglaterra (1865-1936).
Em 21 de novembro de 2003, para comemorar a visita de George W. Bush no palácio de Buckingham, "admiradores" renomearam a estação George W - Souverain de Grande-Bretagne por meio de adesivos.
No âmbito da automatização da linha 1, as plataformas da estação George V foram reforçadas de 29 de outubro a 2 de novembro de 2008.
Em 2012, 6 372 174 passageiros entraram nesta estação. Ela viu entrar 6 302 761 passageiros em 2013, o que a coloca na 54ª posição das estações de metrô por sua frequência.

## Serviços aos Passageiros

### Acessos
A estação tem dois acessos que levam a ambos os lados da Avenue des Champs-Élysées:
- o acesso 1 "Champs-Élysées", constituído por uma escada fixa ornada com uma balaustrada de pedra de Joseph Cassien-Bernard, situada à direita do n° 118;
- o acesso 2 "avenue George-V", constituído por uma escada fixa acoplada a uma escada rolante ascendente, situada em frente ao n° 101, entre a avenue George-V e a rue de Bassano.

### Plataformas
George V é uma estação de configuração padrão: ela possui duas plataformas separadas pelas vias do metrô e a abóbada é elíptica.

### Intermodalidade
A estação é servida pela linha 73 da rede de ônibus RATP e, à noite, pelas linhas N11 e N24 rede de ônibus Noctilien.

## Pontos turísticos
- Avenue des Champs-Élysées
- Câmara de comércio e indústria de Paris
- Fouquet's
- Hotel Fouquet's Barrière
- Hotel George V
- Hotel Prince de Galles
- Lido (cabaré)